# Nekrasowka (rejon bakczysarajski)
Nekrasowka (ukr. Некрасовка, ros. Некрасовка, Niekrasowka) – wieś na Ukrainie, w Autonomicznej Republice Krymu (de iure stanowiącej integralną część państwa ukraińskiego, w 2014 anektowanej przez Rosję i odtąd funkcjonującej jako Republika Krymu), w rejonie bakczysarajskim. W 2001 liczyła 347 mieszkańców, wśród których 9 wskazało jako ojczysty język ukraiński, 288 rosyjski, 42 krymskotatarski, a 8 inny. Według spisu ludności przeprowadzonego przez okupacyjne władze rosyjskie populacja wsi w 2014 wynosiła 331 osób.